# Markéta Vondroušová
Markéta Vondroušová (tiếng Séc: [ˈmarkɛːta ˈvondrouʃovaː], sinh ngày 28 tháng 6 năm 1999) là một vận động viên quần vợt chuyên nghiệp người Cộng hòa Séc.
Vondroušová đã giành được một danh hiệu đơn tại WTA Tour cũng như 7 danh hiệu đơn và 4 danh hiệu đôi tại ITF Women's Circuit. Vào ngày 10 tháng 6 năm 2019, cô có thứ hạng đánh đơn cao nhất là vị trí số 16 trên thế giới và là tay vợt trẻ nhất trong top 20. Vào ngày 29 tháng 4 năm 2019, cô có thứ hạng đánh đôi cao nhất là vị trí số 91.
Năm 2015, Vondroušová vô địch nội dung đôi nữ trẻ tại Giải quần vợt Úc Mở rộng với tay vợt đồng hương Miriam Kolodziejová, đánh bại Katharina Hobgarski và Greet Minnen trong trận chung kết. Cũng trong năm đó, họ vô địch nội dung đôi nữ trẻ tại Giải quần vợt Pháp Mở rộng, sau khi vượt qua Caroline Dolehide và Katerina Stewart trong trận chung kết.
Sau một loạt các chấn thương, sự nghiệp của Vondroušová đã được cải thiện vào năm 2019. Cô đã vào trận chung kết tại Giải quần vợt Pháp Mở rộng, nơi cô thua sau 2 set đấu trước Ashleigh Barty.

## Chung kết Grand Slam

### Đơn: 1 (1 á quân)
| Kết quả | Năm  | Giải đấu     | Mặt sân | Đối thủ        | Tỷ số    |
| ------- | ---- | ------------ | ------- | -------------- | -------- |
| Á quân  | 2019 | Pháp Mở rộng | Đất nện | Ashleigh Barty | 1–6, 3–6 |

## Chung kết sự nghiệp WTA

### Đơn: 4 (1 danh hiệu, 3 á quân)
| Chú thích                           |
| ----------------------------------- |
| Grand Slam (0–1)                    |
| WTA Tour Championships (0–0)        |
| Premier Mandatory & Premier 5 (0–0) |
| Premier (0–0)                       |
| International (1–2)                 |

| Chung kết theo mặt sân |
| ---------------------- |
| Cứng (1–1)             |
| Đất nện (0–2)          |
| Cỏ (0–0)               |
| Thảm (0–0)             |

| Kết quả | T–B | Ngày             | Giải đấu                         | Thể loại      | Mặt sân  | Đối thủ             | Tỷ số         |
| ------- | --- | ---------------- | -------------------------------- | ------------- | -------- | ------------------- | ------------- |
| Vô địch | 1–0 | tháng 4 năm 2017 | Ladies Open Biel Bienne, Thụy Sĩ | International | Cứng (i) | Anett Kontaveit     | 6–4, 7–6(8–6) |
| Á quân  | 1–1 | tháng 2 năm 2019 | Hungarian Ladies Open, Budapest  | International | Cứng (i) | Alison Van Uytvanck | 6–1, 5–7, 2–6 |
| Á quân  | 1–2 | tháng 4 năm 2019 | İstanbul Cup, Thổ Nhĩ Kỳ         | International | Đất nện  | Petra Martić        | 6–1, 4–6, 1–6 |
| Á quân  | 1–3 | tháng 6 năm 2019 | Pháp Mở rộng, Paris              | Grand Slam    | Đất nện  | Ashleigh Barty      | 1–6, 3–6      |

## Chung kết ITF

### Đơn: 10 (7 danh hiệu, 3 á quân)
| Chú thích |
| --------- |
| $100,000  |
| $75,000   |
| $50,000   |
| $25,000   |
| $15,000   |
| $10,000   |

| Chung kết theo mặt sân |
| ---------------------- |
| Cứng (2–3)             |
| Đất nện (5–0)          |
| Cỏ (0–0)               |
| Thảm (0–0)             |

| Kết quả | T–B | Ngày             | Giải đấu                    | Thể loại | Mặt sân  | Đối thủ               | Tỷ số         |
| ------- | --- | ---------------- | --------------------------- | -------- | -------- | --------------------- | ------------- |
| Á quân  | 0–1 | Tháng 3 năm 2015 | ITF Sharm El Sheikh, Ai Cập | 10,000   | Cứng     | Vera Lapko            | 5–7, 3–6      |
| Vô địch | 1–1 | Tháng 5 năm 2015 | ITF Zielona Góra, Ba Lan    | 10,000   | Đất nện  | Natela Dzalamidze     | 6–3, 6–3      |
| Vô địch | 2–1 | Tháng 6 năm 2015 | ITF Přerov, Cộng hòa Séc    | 15,000   | Đất nện  | Ekaterina Alexandrova | 6–1, 6–4      |
| Vô địch | 3–1 | Tháng 3 năm 2016 | ITF Antalya, Thổ Nhĩ Kỳ     | 10,000   | Đất nện  | Lisa Sabino           | 6–2, 6–0      |
| Vô địch | 4–1 | Tháng 1 năm 2017 | ITF Stuttgart, Đức          | 15,000   | Cứng (i) | Anna Zaja             | 3–6, 6–2, 6–1 |
| Vô địch | 5–1 | Tháng 2 năm 2017 | ITF Grenoble, Pháp          | 25,000   | Cứng (i) | Anna Blinkova         | 7–5, 6–4      |
| Á quân  | 5–2 | Tháng 2 năm 2017 | ITF Perth, Úc               | 25,000   | Cứng     | Marie Bouzková        | 6–1, 3–6, 2–6 |
| Á quân  | 5–3 | Tháng 3 năm 2017 | ITF Clare, ÚC               | 25,000   | cỨNG     | Beatriz Haddad Maia   | 2–6, 2–6      |
| Vô địch | 6–3 | tháng 5 năm 2017 | ITF Trnava, Slovakia        | 100,000  | Đất nện  | Verónica Cepede Royg  | 7–5, 7–6(7–3) |
| Vô địch | 7–3 | tháng 7 năm 2017 | ITF Prague, Cộng hòa Séc    | 80,000   | Đất nện  | Karolína Muchová      | 7–5, 6–1      |

### Đôi: 6 (4 danh hiệu, 2 á quân)
| Chú thích |
| --------- |
| $100,000  |
| $75,000   |
| $50,000   |
| $25,000   |
| $15,000   |
| $10,000   |

| Chung kết theo mặt sân |
| ---------------------- |
| Cứng (2–0)             |
| Đất nện (2–2)          |
| Cỏ (0–0)               |
| Thảm (0–0)             |

| Kết quả | T–B | Ngày             | Giải đấu                    | Thể loại | Mặt sân  | Đồng đội            | Đối thủ                              | Tỷ số                 |
| ------- | --- | ---------------- | --------------------------- | -------- | -------- | ------------------- | ------------------------------------ | --------------------- |
| Vô địch | 1–0 | Tháng 3 năm 2015 | ITF Sharm El Sheikh, Ai Cập | $10,000  | Cứng     | Vera Lapko          | Anna Morgina Caroline Rohde-Moe      | 6–2, 6–4              |
| Vô địch | 2–0 | Tháng 5 năm 2015 | ITF Zielona Góra, Ba Lan    | $10,000  | Đất nện  | Miriam Kolodziejová | Natela Dzalamidze Margarita Lazareva | 6–2, 6–2              |
| Vô địch | 3–0 | Tháng 6 năm 2015 | ITF Přerov, Cộng hòa Séc    | $15,000  | Đất nện  | Miriam Kolodziejová | Martina Borecká Jesika Malečková     | 6–4, 6–1              |
| Á quân  | 3–1 | tháng 8 năm 2015 | ITF Prague, Cộng hòa Séc    | $75,000  | Đất nện  | Miriam Kolodziejová | Kateřina Kramperová Bernarda Pera    | 6–7(4–7), 7–5, [1–10] |
| Á quân  | 3–2 | Tháng 3 năm 2016 | ITF Antalya, Thổ Nhĩ Kỳ     | $10,000  | Đất nện  | Natálie Novotná     | Olga Doroshina Anastasiya Vasylyeva  | 2–6, 1–6              |
| Vô địch | 4–2 | Tháng 1 năm 2017 | ITF Stuttgart, Đức          | $15,000  | Cứng (i) | Miriam Kolodziejová | Anita Husarić Kimberley Zimmermann   | 7–6(7–3), 7–5         |

## Chung kết Grand Slam Trẻ

### Đôi nữ trẻ
| Kết quả | Năm  | Giải đấu     | Mặt sân | Đồng đội            | Đối thủ                            | Tỷ số            |
| ------- | ---- | ------------ | ------- | ------------------- | ---------------------------------- | ---------------- |
| Á quân  | 2014 | Pháp Mở rộng | Đất nện | CiCi Bellis         | Ioana Ducu Ioana Loredana Roșca    | 1–6, 7–5, [9–11] |
| Vô địch | 2015 | Úc Mở rộng   | Cứng    | Miriam Kolodziejová | Katharina Hobgarski Greet Minnen   | 7–5, 6–4         |
| Vô địch | 2015 | Pháp Mở rộng | Đất nện | Miriam Kolodziejová | Caroline Dolehide Katerina Stewart | 6–0, 6–3         |

## Thống kê sự nghiệp
| VĐ | CK | BK | TK | V# | RR | Q# | A |  | Z# | PO | G | F-S | SF-B | NMS | NH |

### Đơn
Chỉ có kết quả vòng đấu chính ở WTA Tour, Grand Slam và Thế vận hội được tính vào Thắng–Bại.
Tính đến Internazionali BNL d'Italia 2019.
| Giải đấu                          | 2016 | 2017 | 2018  | 2019 | SR         | T–B        | %Thắng     |
| --------------------------------- | ---- | ---- | ----- | ---- | ---------- | ---------- | ---------- |
| Grand Slam                        |      |      |       |      |            |            |            |
| Úc Mở rộng                        | A    | A    | V2    | V2   | 0 / 2      | 2–2        | 50%        |
| Pháp Mở rộng                      | A    | V2   | V1    | CK   | 0 / 3      | 7–3        | 70%        |
| Wimbledon                         | A    | V1   | V1    |      | 0 / 2      | 0–2        | 0%         |
| Mỹ Mở rộng                        | A    | V1   | V4    |      | 0 / 2      | 3–2        | 60%        |
| Thắng–Bại                         | 0–0  | 1–3  | 4–4   | 1–1  | 0 / 8      | 12-9       | 57%        |
| WTA Premier Mandatory tournaments |      |      |       |      |            |            |            |
| Indian Wells Masters              | A    | A    | V4    | TK   | 0 / 2      | 7–2        | 78%        |
| Miami Masters                     | A    | A    | V1    | TK   | 0 / 2      | 4–2        | 67%        |
| Madrid Masters                    | A    | A    | A     | A    | 0 / 0      | 0–0        | –          |
| Trung Quốc Mở rộng                | A    | A    | A     |      | 0 / 0      | 0–0        | –          |
| WTA Premier 5 tournaments         |      |      |       |      |            |            |            |
| Dubai / Qatar Opens               | A    | A    | V2    | A    | 0 / 1      | 1–1        | 50%        |
| Internazionali BNL d'Italia       | A    | A    | A     | TK   | 0 / 1      | 3–1        | 75%        |
| Canada Mở rộng                    | A    | A    | A     |      | 0 / 0      | 0–0        | –          |
| Cincinnati Masters                | A    | A    | V1    |      | 0 / 1      | 0–1        | 0%         |
| Wuhan Open                        | A    | A    | V1    |      | 0 / 1      | 0–1        | 0%         |
| Thống kê sự nghiệp                |      |      |       |      |            |            |            |
| Số giải thi đấu                   | 1    | 7    | 16    | 6    | 30         | 30         | 30         |
| Danh hiệu                         | 0    | 1    | 0     | 0    | 1          | 1          | 1          |
| Chung kết                         | 0    | 1    | 0     | 2    | 3          | 3          | 3          |
| Tổng số Thắng–Bại                 | 1–1  | 8–6  | 14–16 | 20–6 | 1 / 30     | 43–29      | 60%        |
| % Thắng                           | 50%  | 57%  | 47%   | 77%  | 59.72%     | 59.72%     | 59.72%     |
| Xếp hạng cuối năm                 | 376  | 67   | 67    |      | $1,521,347 | $1,521,347 | $1,521,347 |

## Thắng tay vợt trong top 10
| Mùa giải | 2019 | Tổng số |
| Thắng    | 2    | 2       |

| #    | Tay vợt      | Xếp hạng | Giải đấu                       | Mặt sân | Vg | Tỷ số         | XHMV  |
| ---- | ------------ | -------- | ------------------------------ | ------- | -- | ------------- | ----- |
| 2019 |              |          |                                |         |    |               |       |
| 1.   | Simona Halep | Số 2     | Indian Wells Masters, Hoa Kỳ   | Cứng    | V4 | 6–2, 3–6, 6–2 | Số 61 |
| 2.   | Simona Halep | Số 2     | Internazionali BNL d'Italia, Ý | Đất nện | V2 | 2–6, 7–5, 6–3 | Số 44 |

## Cuộc sống cá nhân
Vondroušová có một hình xăm trên khuỷu tay phải; "No rain, no flowers."